# Primula farinosa
Espèce
Classification APG III (2009)
Statut de conservation UICN

 LC  : Préoccupation mineure
Primula farinosa (également nommée Primevère farineuse en France) est une espèce montagnarde de plantes à fleurs de la famille des Primulacées.

## Description
Ces plantes herbacées mesurent entre 5 et 20 cm.
Les feuilles en rosette basale sont vertes dessus, blanches farineuses en dessous. Elles sont allongées obovales sur un pétiole ailé.
Les fleurs sont roses lilas, à gorge jaune, en ombelle multiflore dressée; le tube de la corolle (4-6 mm) dépasse à peine le calice, les lobes font 4 à 7 mm.

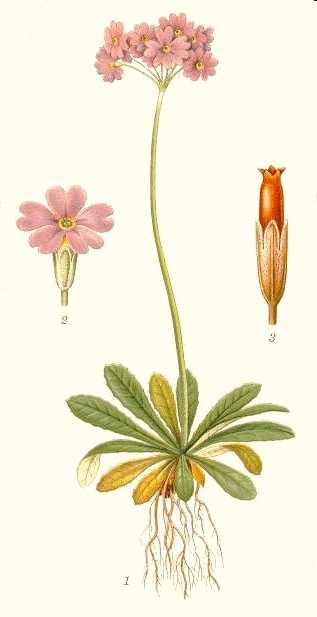
Planche botanique.
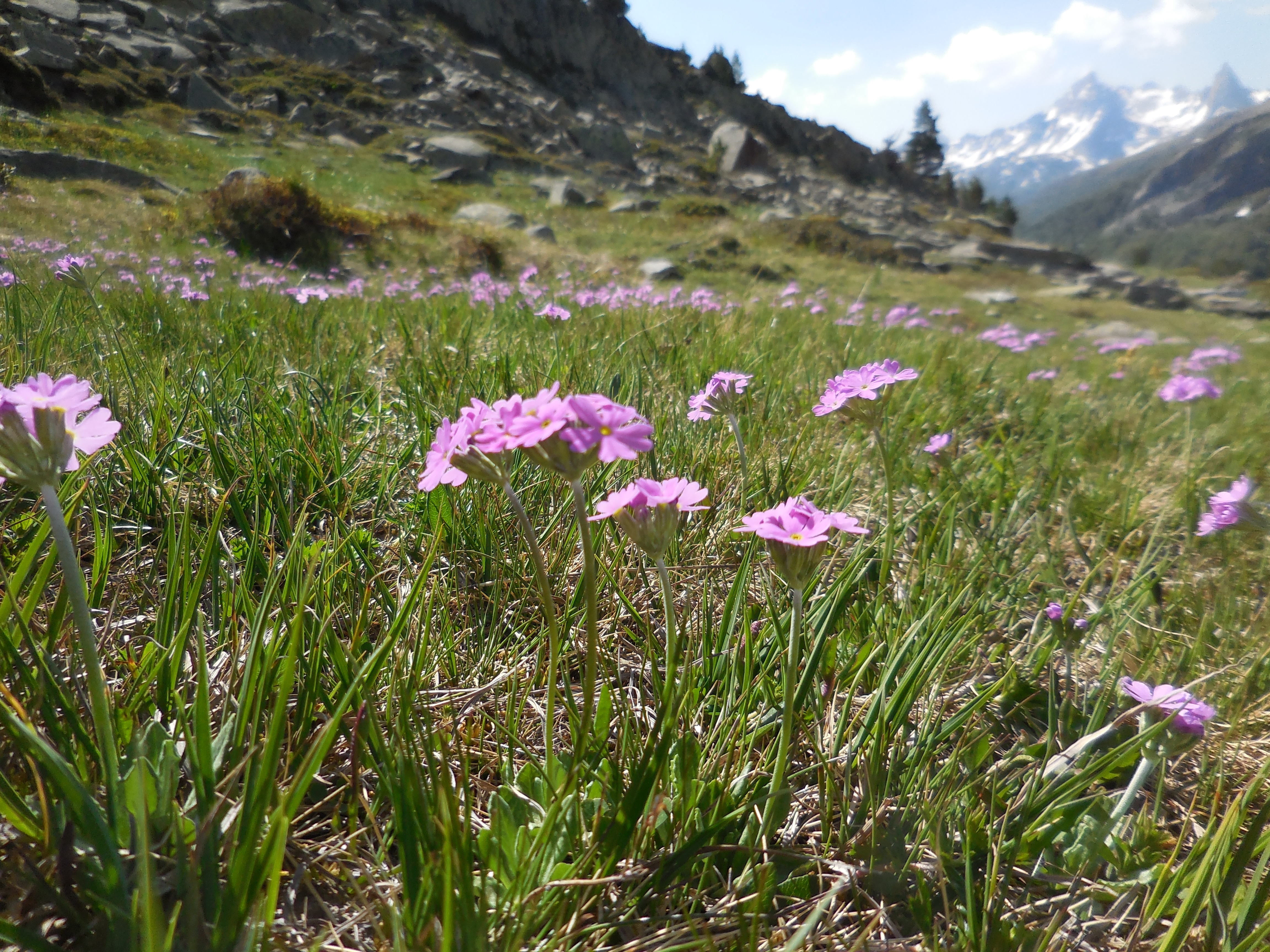
Vue en situation, dans les Alpes.
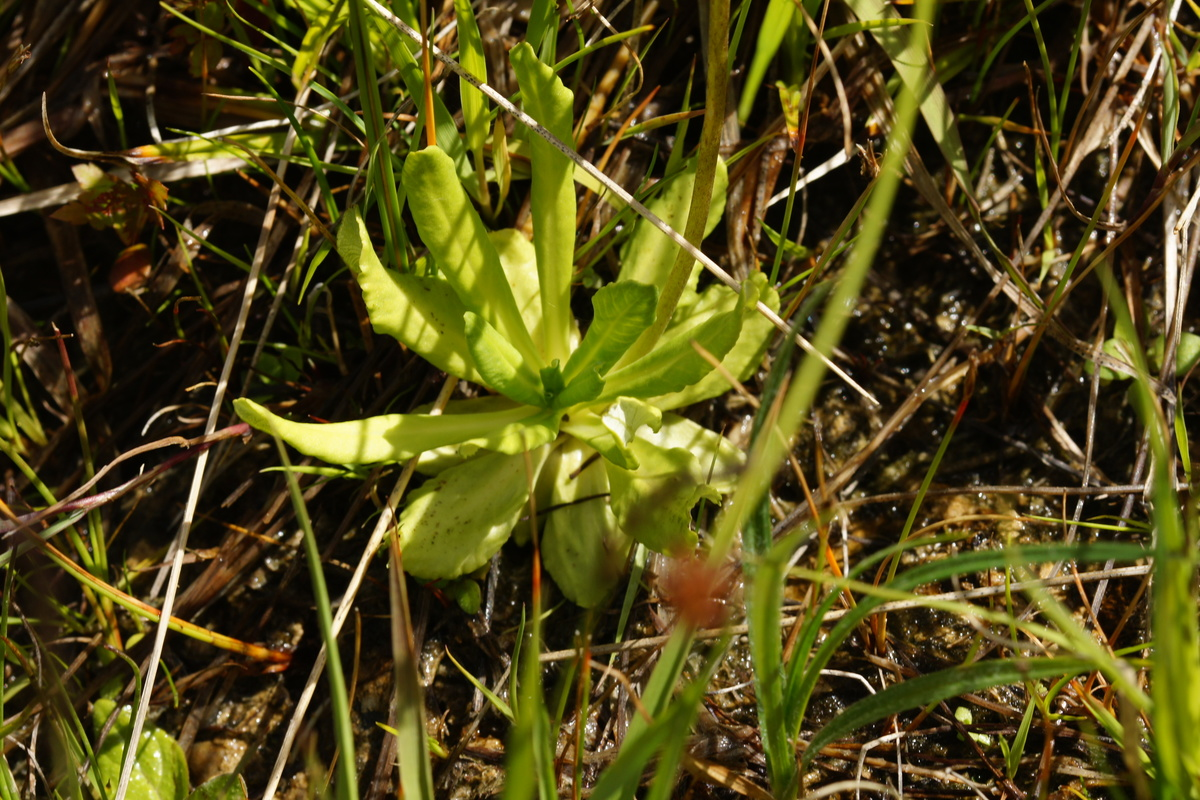
Rosette de feuilles.
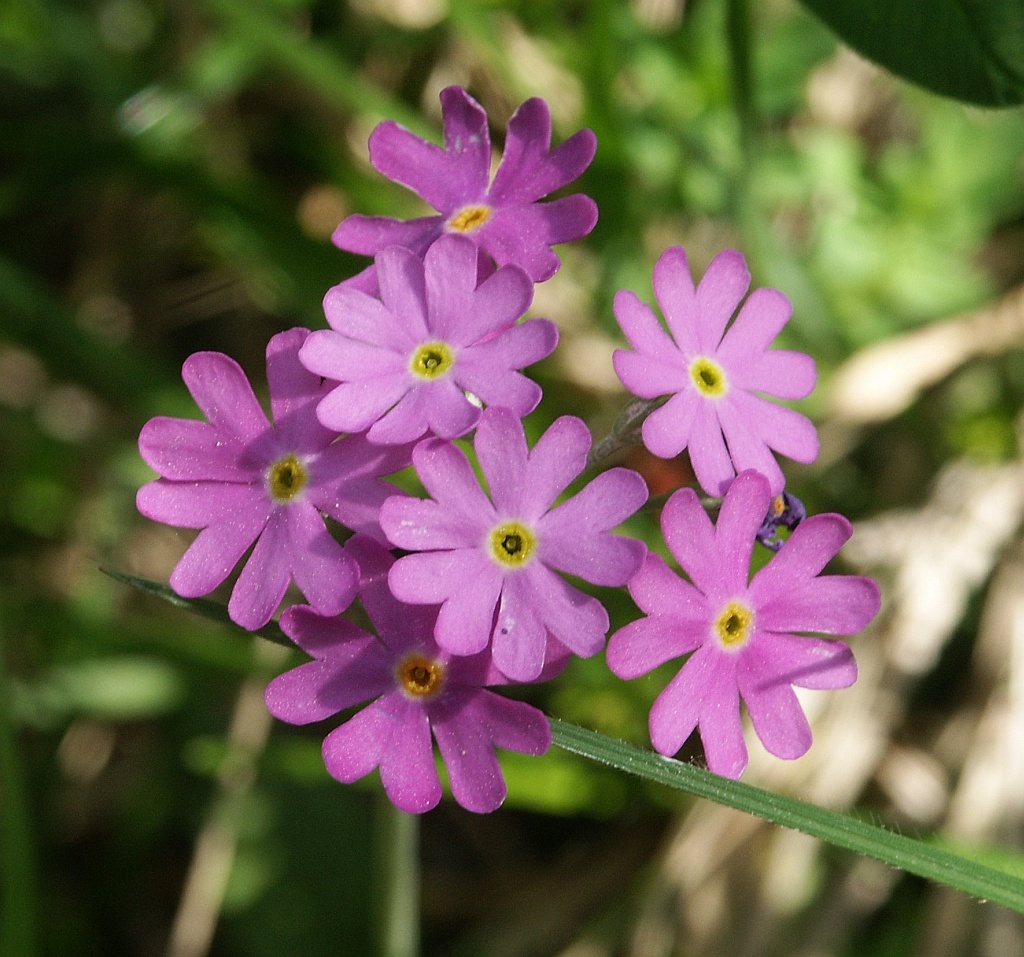
Inflorescence.
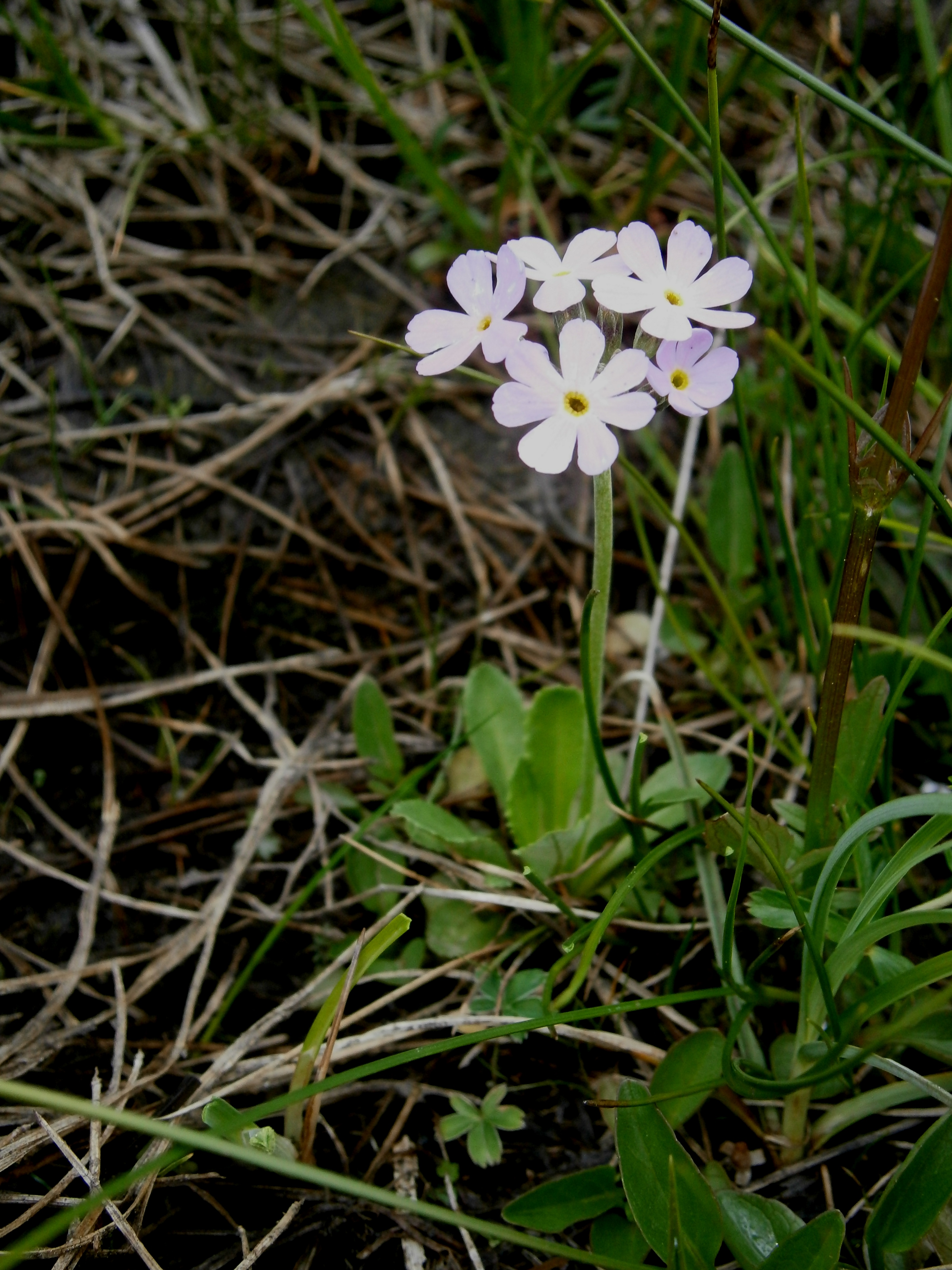
Variété aux pétales blancs.
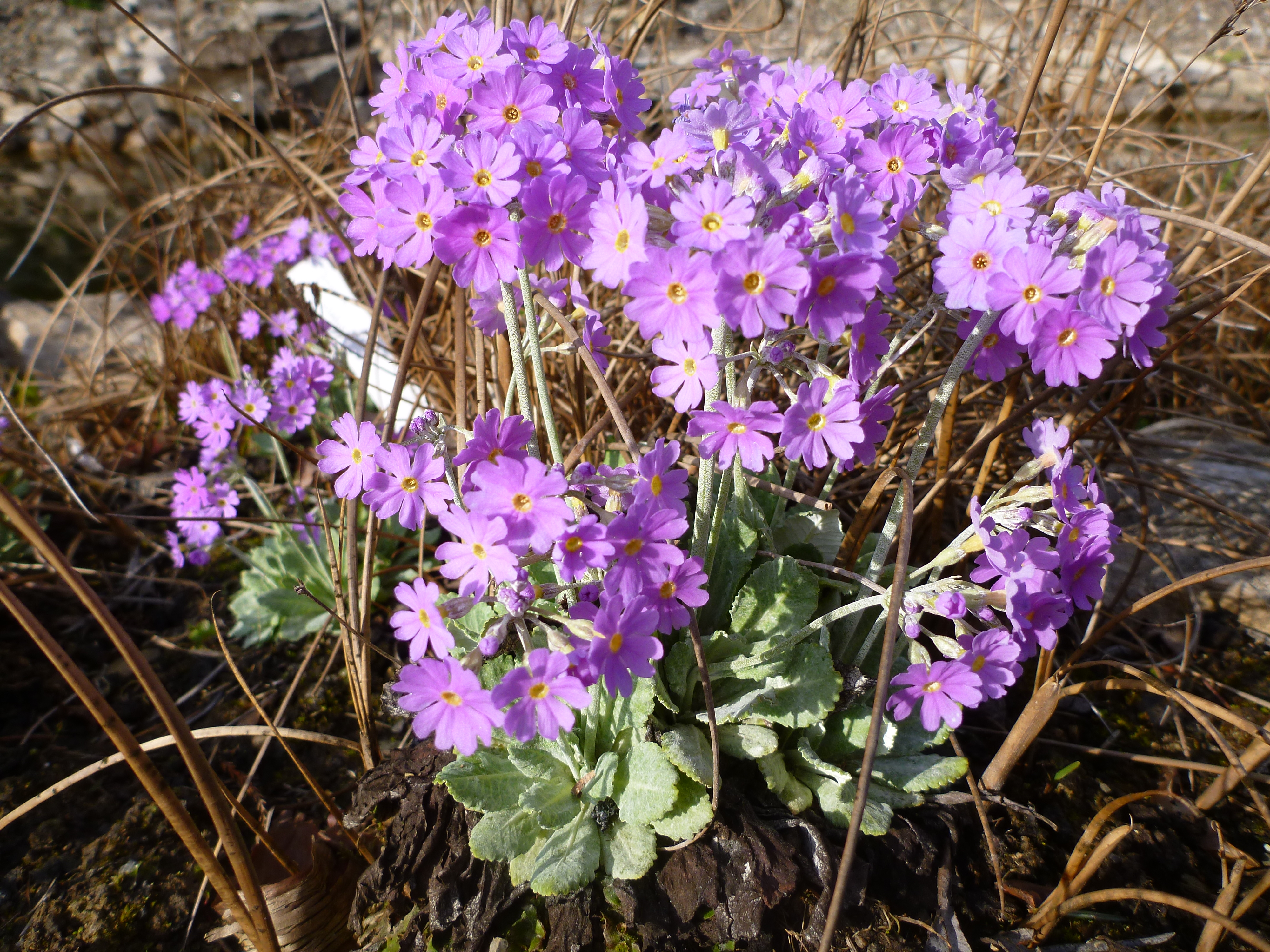
Aspect de la plante cultivée (jardin botanique de Göttingen).

## Habitat et répartition
Cette espèce calcicole vit dans les marais, alentours de sources et alpages humides (bas-marais oligotrophiles et basiphiles). C'est une plante indicatrice des milieux hygrophiles.
On la trouve en Suisse de l'étage collinéen à subalpin et dans le Jura méridional, elle est rare ailleurs.
En France : Jura, Alpes et Pyrénées centrales de 700 à 2 600 m.

## Classification
L'espèce « Primula farinosa L. » ne doit pas être confondu avec « Primula farinosa auct. non L. », nom illégitime synonyme de « Primula laurentiana Fernald. ».

## Composition
La racine de la primevère farineuse contient des saponines.[réf. nécessaire]